# Pokrytí kódu testy
V informatice je pokrytí kódu testy míra vyjádřitelná procenty, která určuje, jaká část zdrojového kódu programu je provedena při spuštění určité sady testů. Čím vyšší pokrytí kódu je, tím nižší je pravděpodobnost, že se v testovaném programu nacházejí dosud neodhalené softwarové chyby. K výpočtu pokrytí testů lze použít mnoho různých metrik. Mezi nejzákladnější patří procento pokrytých podprogramů a procento pokrytých příkazů (vždy z těch volaných během provádění dané sady testů).